# Circuito de Chua

Uma versão do circuito de Chua sem o diodo de Chua.

O circuito de Chua é um circuito eletrônico simples que apresenta o comportamento caótico clássico. Ele foi introduzido em 1983 por Leon Ong Chua, que naquele tempo estava visitando a Universidade de Waseda, no Japão.